# Domenico Tarsitani
Domenico Tarsitani (Cittanova, 18 agosto 1817 – Torre del Greco, 9 marzo 1873) è stato un medico italiano.
Ginecologo e ostetrico, rivoluzionerà il mondo del parto, grazie all'introduzione del Forcipe Tarsitani nel 1844. Grazie a lui il mondo accademico e tutta la ginecologia italiana verranno riformate. Sarà il primo a fondare una scuola di ginecologia sul modello delle università europee. Domenico Tarsitani oltre ad essere un eminente scienziato, fu pure benefattore e filantropo.

## Biografia

### Le origini

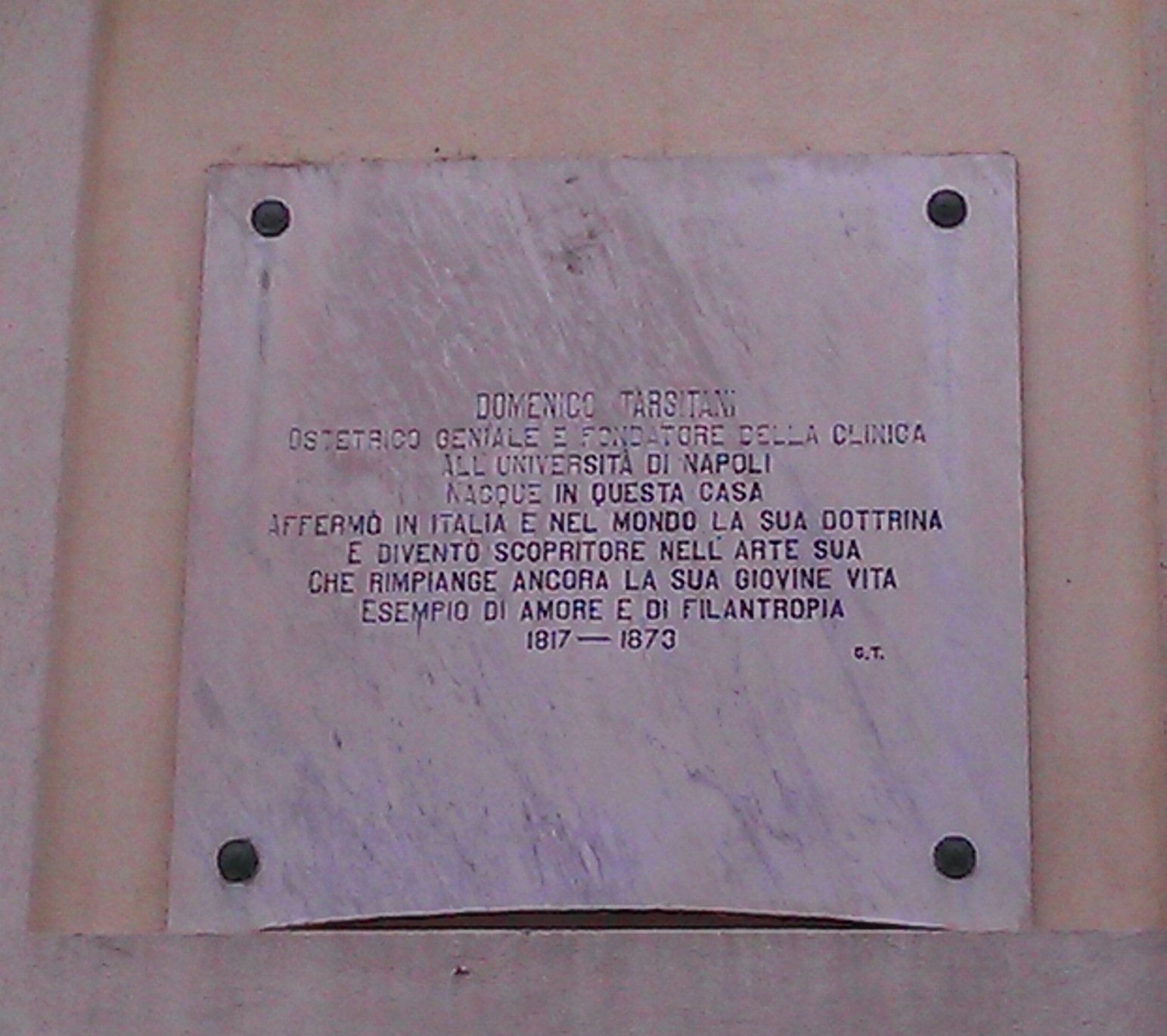
Foto della lapide nella casa natale

La lapide nella casa natale recita così:
Domenico Tarsitani nacque a Cittanova il 18 agosto del 1817 da Francesco Antonio, avvocato e da Gironima Giovinazzo. Persi entrambi i genitori crebbe insieme al fratello maggiore Ferdinando. All'età di otto anni fu mandato al Collegio di Reggio Calabria, dove apprese i primi rudimenti di lettere italiane e latine.

### Gli studi Universitari
Nel 1834, si recò a Napoli per intraprendere gli studi Filosofici e Matematici in quanto propedeutici allo studio della medicina, disciplina verso cui si sentiva naturalmente inclinato.
Il 4 novembre 1835, a 18 anni, entrò nel Collegio Medico Cerusico Napoletano, scuola di medicina annessa all'ospedale degli incurabili. Nello stesso anno, fu bandito un concorso per una mezza piazza franca, ovvero, un sussidio per lo studio da conferirsi al candidato che fosse risultato primo nelle lettere latine ed italiane; Tarsitani, molto istruito, vinse il premio e ciò gli valse d'incitamento a proseguire gli studi medici. Divenne un punto di riferimento per i compagni e acquistò simpatia agli occhi dei professori. Nel maggio 1836 sostenne i primi esami: l'esame di Chimica sull'argomento l'aria atmosferica; l'esame di Fisica sul Centro di Gravità, nel Corpo umano; L'esame di Anatomia sull'argomento il cuore. A questo riguardo Tarsitani affermava in una lettera inviata al fratello il 28 maggio essere «tesi lunga non poco» poiché dovette parlare di «ventricoli, dei seni ed orecchiette, del sito, dell'organizzazione, ed infine dell'uso».
Superò i primi due esami con il punteggio 12 che corrisponde all'attuale 30, mentre l'ultimo esame con 12 e un asterisco che come egli affermava « segno vale assai di più di 12 punti» paragonabile al 30 e lode.

### Il Tirocinio
Terminata la laurea in Medicina e Chirurgia, iniziò un periodo di praticantato nella Clinica Civile, e successivamente presso l'Ospedale degli Incurabili, dove ebbe come maestri tre grandi luminari della Clinica napoletana, i Professori Ronchi, Postiglione e Petrunti.

### Il periodo Parigino
Proseguì gli studi a Parigi, supportato dai consigli del suo amico il Duca di Terranova, per fare un corso di specializzazione all'università della Sorbona e vi rimase per quattro anni, dividendosi tra gli studi universitari e la pratica nei grandi ospedali Parigini.
Era talmente dedito allo studio e alla ricerca scientifica da meritare la stima dei principali professori di Medicina e Chirurgia.
Il celebre Chirurgo Alfred-Armand-Louis-Marie Velpeau scrisse: «J'ai èté à même de constater le zèle, le mérite, l'habilitè et la grande instruction du Docteur Tarsitani, soit dans les hôpitaux où je l'ai vu souvent, soit dans les conversation particulieres que j'ai eues avec lui». In una lettera inviata nell'aprile del 1841 al fratello, Tarsitani descrive la sua giornata tipo nella capitale francese, impegnata sia nello studio che nella ricerca:
(Zito de Leonardis, p. 210)
La tendenza alla ricerca lo portò ad avvicinarsi all'ostetricia, tanto più che nei grandi ospedali parigini trovava materiale inesauribile per le sue ricerche. Nella Clinica Ostetrica e nell'Ospizio di Maternità fece una serie di scoperte che vennero pubblicate a Napoli sul giornale Il Lucifero, durante quel periodo pubblico a Parigi una Monografia in Francese Nouveau mode de fabrication du Bistouri appelè recto convesse, et nouvelle nomenclature de ses differentes position (Parigi, 1843). Questo lavoro, corredato da due litografie, insieme al nuovo strumento, fu presentato e letto all'Accademia dell'industria, Giovedì 20 luglio 1843, sotto la protezione di Luigi Filippo. In quell'occasione gli fu conferita una medaglia all'onore e il titolo di socio dell'accademia
Nello stesso periodo scrisse un'altra monografia col titolo di Statistique des accouchements qui ont eu lieu à l'ospite de la Maternitè et à la Clinique des Accouchements pendant l'année scolaire 1843-1844 che fu presentata e letta alla società francese di statistica universale sotto la protezione del Re dei Francesi, e gli fece ancora meritare l'onore di essere inscritto fra i soci dell'Accademia.
I riconoscimenti ricevuti furono di stimolo per ulteriori ricerche. Volendo rendere meno dannose alcune manovre ostetriche, iniziò a correggere alcuni difetti del più antico strumento di ostetricia, il forcipe, che veniva utilizzato in molti casi per salvare la vita sia della madre che del bambino. Dopo una lunga serie di tentativi, durati oltre 10 mesi, utilizzando metalli che poteva modellare molto facilmente, riuscì a immaginare un «Nuovo forcipe a doppio perno», per risolvere proprio in modo pratico questo problema, vale a dire «d'evitare, senza alcuno inviluppo meccanico, lo scrociamento vizioso delle branche, in tutti i casi di parti, nei quali questa manovra si pericolosa alla madre ed al feto era stata in sino ad oggi inevitabile». I risultati delle sue ricerche furono trascritti in una monografia accompagnata da figure e fu presentata alla Reale Accademia di medicina di Parigi. L'opera fu presentata dal Professore Capuron il 16 aprile 1844, che concluse la relazione con questa citazione «Or c'ètait là prècisement le veritable mot de l'ènigme qu'il fallait trouver», così venne immediatamente nominato socio corrispondente straniero dell'Accademia stessa, e gli fu riconosciuta una medaglia all'onore in argento. La sua fama crebbe in tutta Europa. Tutte le grandi riviste scientifiche furono unanimi nel riconoscere la superiorità del forcipe a doppio perno, tanto che tutte le grandi aziende di strumenti chirurgici non riuscivano a vendere il forcipe antico che avevano in commercio, perché tutti i chirurghi ed ostetrici richiedevano il forcipe Tarsitani. All'apice della sua fama a Parigi, Tarsitani insegnava ostetricia alla Sorbona dove aveva un gran numero di pazienti, e dove avrebbe potuto chiudere la propria carriera.

### Il ritorno a Napoli
La morte del fratello più grande lo costrinse, a tornare a Napoli dove, non pago della posizione di Chirurgo Primario nell'Ospedale San Francesco, fondò una scuola di Ostetricia secondo i fondamenti della Scienza Moderna, modellandola su quella delle altre università straniere. Fornito di tutti gli ultimi strumenti ginecologici ed ostetrici nonché di una ricca collezione di preparati Anatomici, continuò le sue ricerche in ambito ginecologico e sulle ascoltazioni ostetriche che sono state riportate in un'importante memoria letta al Settimo Congresso degli scienziati Italiani, dal titolo: Sperimenti di Ascoltazione, fatti sulle donne incinte, ripetuti sopra i ruminanti, ed in particolare sulle vacche pregnanti, per conoscere la sede del Soffio uterino. Al congresso illustrò anche le sue osservazioni sulla Miotonia rachidiana. Gli scienziati presenti accolsero molto bene le ricerche di Tarsitani e lo incoraggiarono a proseguire negli studi ostetrici. Riformato il Collegio Medico-Chirurgico nel 1860, fu nominato professore ordinario di ostetricia, e più tardi dopo un concorso per titoli, venne assunto con decreto reale nel 1867, come professore ordinario di ostetricia e direttore della Clinica Ostetrica dell'Università di Napoli.

### L'ultimo periodo

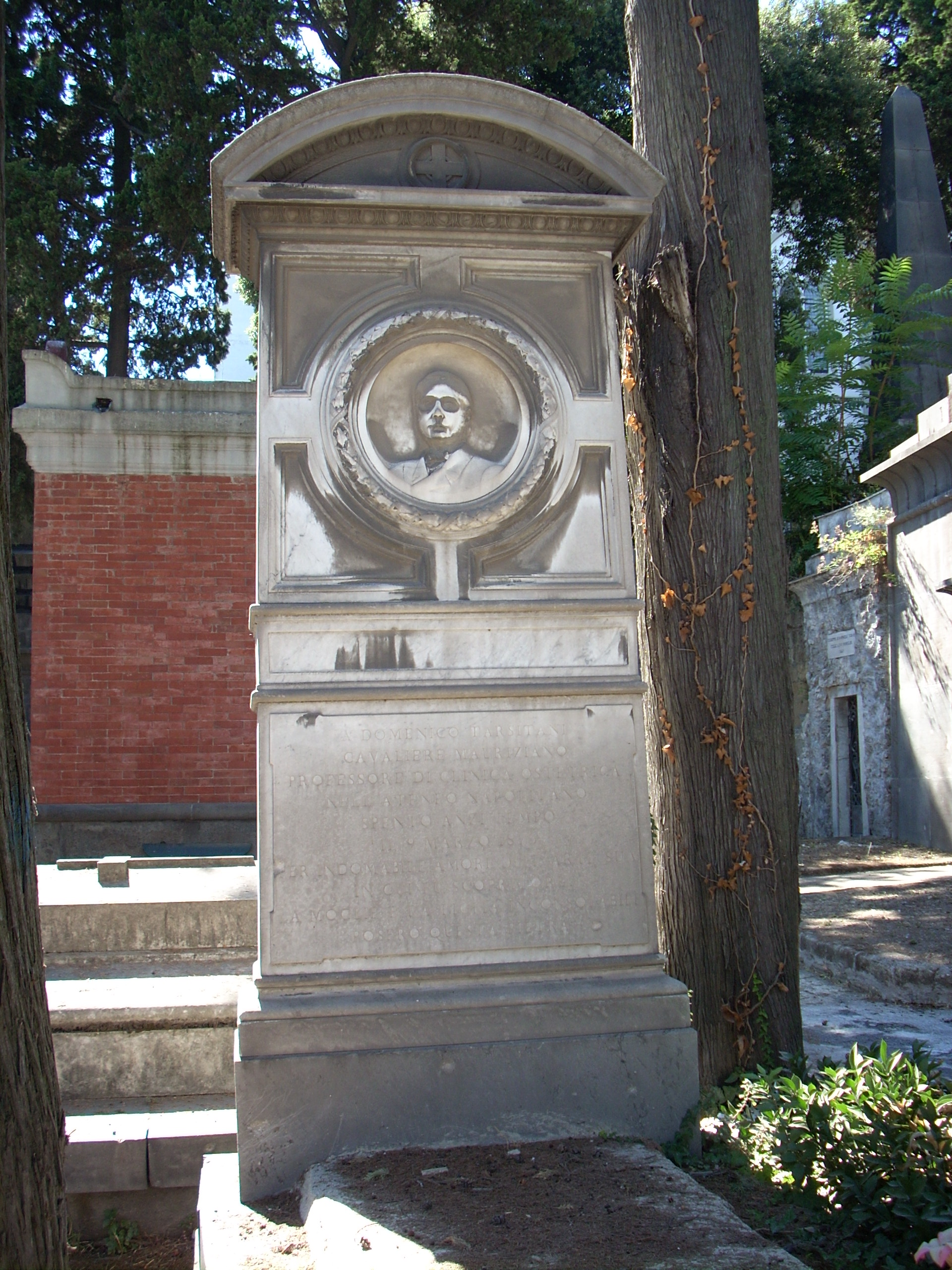
Tomba di Domenico Tarsitani

Il professore Domenico Tarsitani, dopo una vita attenta ai progressi della clinica ostetrica, morì a Torre del Greco il 9 marzo 1873. La notizia della sua morte fu appresa con autentico dolore da tutto il mondo accademico. Le sue ceneri vennero trasportate, dopo due anni, dal cimitero di Torre del Greco a quello di Cimitero di Poggioreale a Napoli e racchiuse in una tomba eretta nel Recinto degli Uomini Illustri. Sulla lapide si trova un'iscrizione, dettata da Paolo Emilio Imbriani, dove si ricordano i meriti scientifici del Professore.
La Lapide recita così:
Domenico Tarsitani, prima di morire, raccomandò alla moglie ed alla figlia gli studiosi napoletani. Queste privandosi di una rendita, costruirono un fondo per un assistente alla Clinica Ostetrica, nella quale il Dottor Tarsitani aveva lasciato orme indelebili nel cammino del suo insegnamento medico.

## Riconoscimenti

### Citazioni e riconoscimenti perElementi di Ostetricia
- Il 30 novembre 1894 il prof. Giovanni Calderini, ordinario di Ginecologia e Ostetricia, direttore della Clinica dell'Università di Bologna, professore emerito dell'Università di Parma, trattando lo "Sviluppo storico della Ostetricia e della Ginecologia" ricorda il trattato di Domenico Tarsitani.
- Il prof. Arturo Guzzoni degli Ancarani, direttore della Clinica Ostetrico-Ginecologica della R. Università di Messina su "I Trattati di Ostetricia pubblicati in Italia sino al 1900"[13] in una nota bibliografica sull'estratto della "Rassegna d'Ostetricia e Ginecologia", precisa la natura del libro in questione che, nato grazie all'utilizzo del libro di Domenico Tarsitani "Elementi di Ostetricia"

#### Citazioni di Alfonso Corradi
- Corradi parla di un'osservazione di inserito velamentosa (anomalia rara)[14], e di idramnios eccezionale (12-14kg)[15], descritte in "Elementi di Ostetricia".

### Citazioni e riconoscimenti per ilForcipe Tarsitani

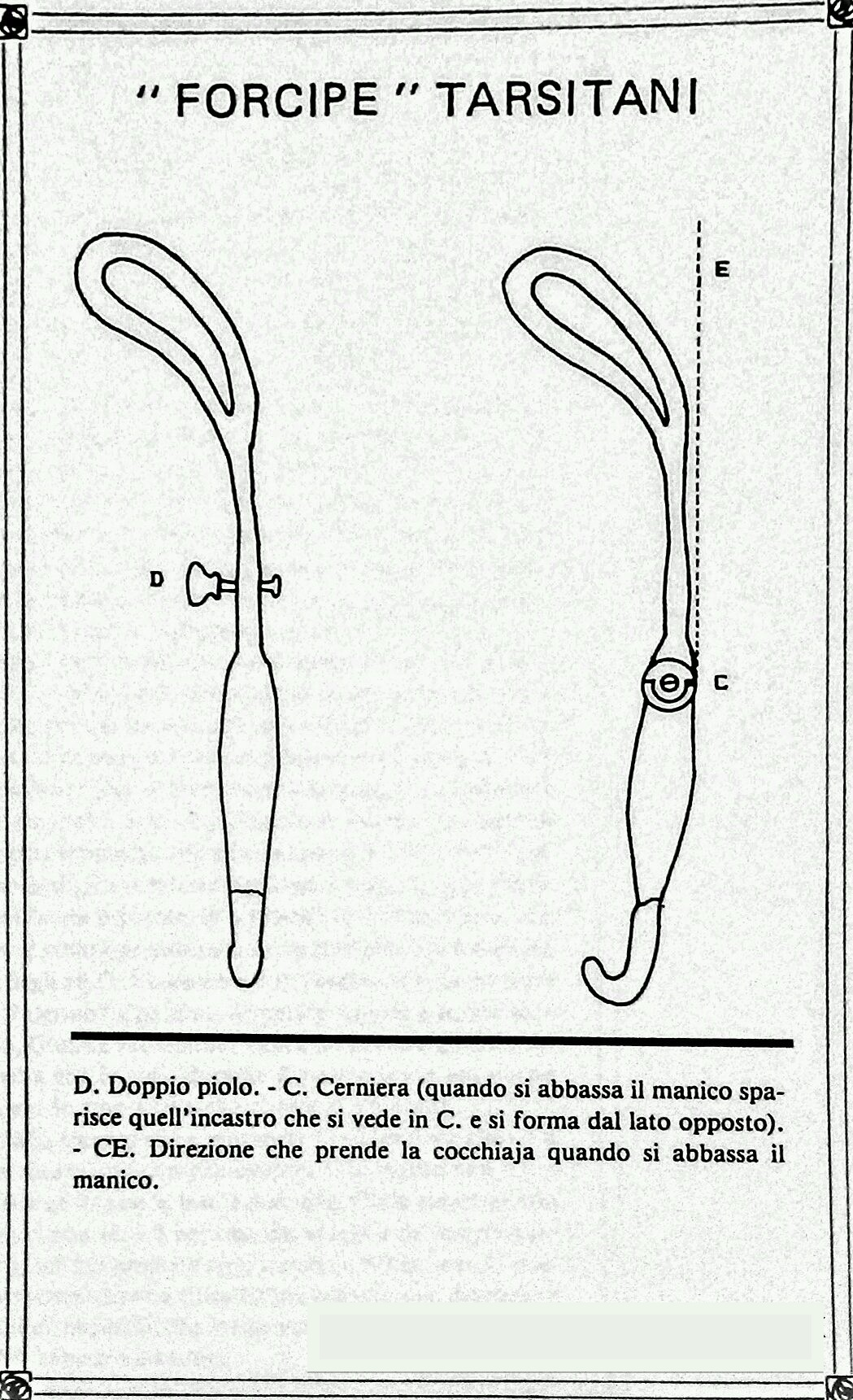
Il forcipe in una illustrazione d'epoca

- Il Dottor Renato Minghetti, dell'istituto di Storia della Medicina dell'Università di Roma, reputa importante la variazione apportata da Tarsitani al modello Chamberlen.[16]
- Salvatore Tommasi scrive:

(Salvatore Tommasi)
- Nell'Esculapio Napolitano, alla voce Ostetricia, si parla dell'Applicazione del nuovo forcipe a doppio perno, fatta dal Dott. Giuseppe Garufi, primo chirurgo del Ospedale civile di Messina, dove afferma che il forcipe a doppio perno in vendita a Parigi per 28 franchi fosse prodotto dai principali produttori di strumenti chirurgici del tempo tra cui  Lùer da Charrière e da Sanson. A Napoli invece viene prodotto da Francesco Sarmientos al prezzo di 7 docati.[18] continua Garufi

(Giuseppe Garufi)

### Altri riconoscimenti
Dall'opera di Corradi si possono desumere altre attività di Tarsitani. Nel 1847, all'età di soli 30 anni, si inseriva nel Congresso di Napoli, discutendo sul rumore o soffio di placenta. Dello stesso argomento si parla in Ricordi di Ostetricia del 1846, recensiti sul giornale Il sarcone; nella stessa opera vi sono altre due memorie sul nuovo forcipe a doppio perno e sugli "Spedali de' parti di Parigi"

## Invenzioni e modifiche
- Forcipe a doppio perno o Forcipe Tarsitani premiato nel 1843 con una medaglia d'argento dalla Reale Accademia di Medicina di Parigi;[21]
- Cefalotribo Tarsitani premiato dall'Accademia medico-cerusica di Napoli.

## Forcipe Tarsitani
Il forcipe Tarsitani è strutturalmente molto simile ai classici forcipi detti "alla francese" ma è caratterizzato dall'interscambiabilità delle branche o bracci, il lungo perno passante permette di fissare indifferentemente una branca sull'altra rendendo il forcipe molto più versatile e rapido da utilizzare. Questo principio è stato poi ripreso successivamente dal forcipe del Rizzoli.

## Opere Principali

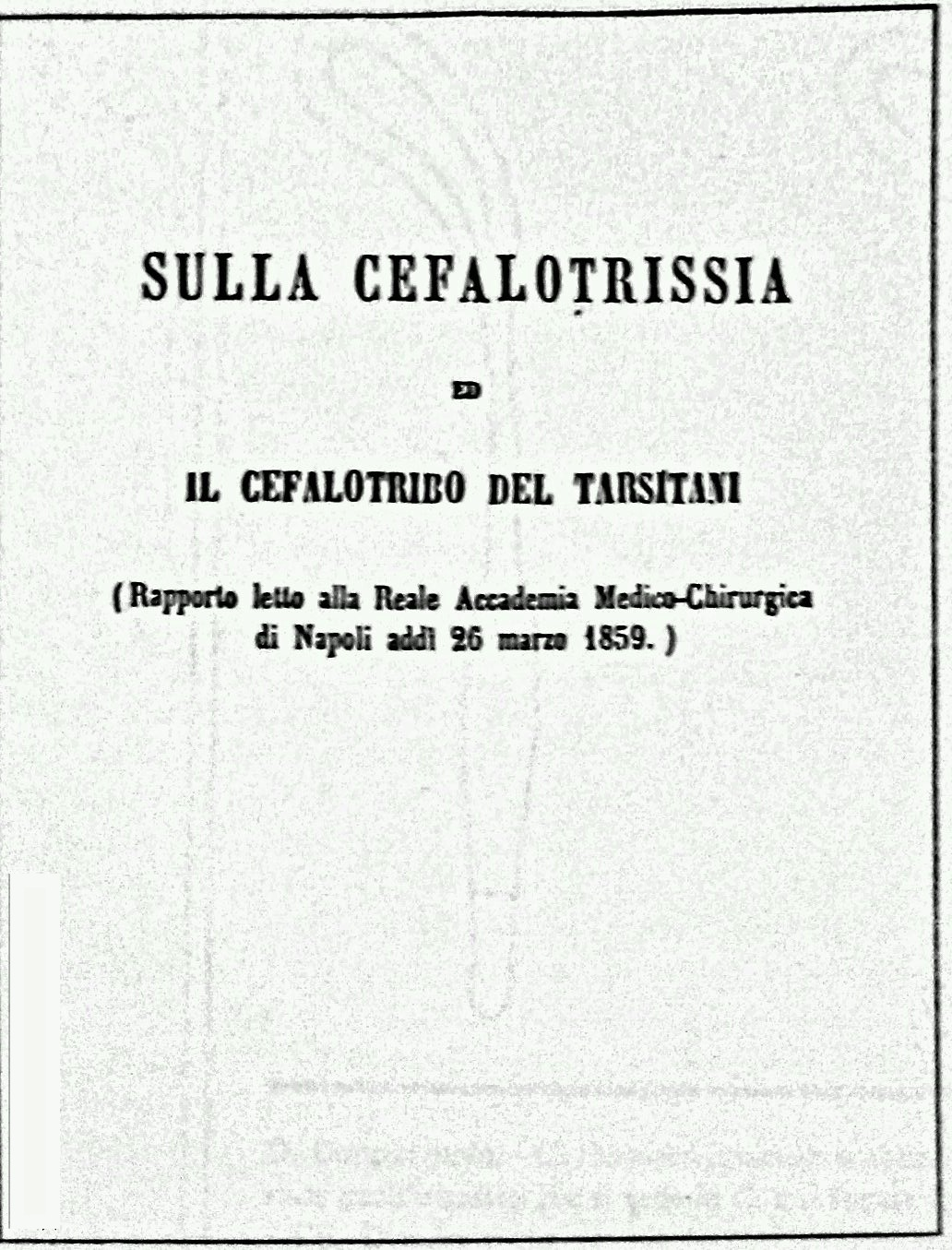
Copertina del libro Sulla Cefalotrissia, verosimilmente del 1859

- (FR) Nouveau Forceps à Double Pivot, Parigi, 1844
- (FR) Forceps à double pivot Parigi, 1853
- Cefalotripsia Napoli, Tipografia del Filiatre-Sebezio, 1855
- Applicazione del forcipe a doppio perno Napoli, 1857
- Elementi di Ostetricia, 1867

## Opere Minori
- Sperimenti di Ascoltazione, fatti sulle donne incinte, ripetuti sopra i ruminanti, ed in particolare sulle vacche pregnanti, per conoscere la sede del Soffio uterino, 1845
- Pellagra curata nel grande ospedale delle prigioni di Napoli Napoli, 1847
- Lettere intorno al parto prematuro artificiale del Dott, Tarsitani Domenico Napoli, 1856
- Parto Prematuro artificiale a causa di metrorragia
- Discorso riguardante l'applicazione del novello cefalotrivo Napoli, 1860
- Embriologia Napoli, 1861
- Annotazioni intorno ai vantaggi della docciatura uterina Napoli, 1864
- (FR) "Nouveau mode de fabrication du Bistouri appelè recto convesse, et nouvelle nomenclature de ses differentes position", Parigi, 1843

## Prospetto cronologico delle Notizie riportate
- 1817 Nasce Domenico Tarsitani.
- 1843 Diviene socio della Reale Accademia di Medicina di Parigi e viene premiato con una medaglia "medaglia d'argento di grandi dimensioni" per l'invenzione del Forcipe Tarsitani.
- 1844 Pubblica Nouveau Forceps à Double Pivot - Paris.
- 1846 Pubblica ascoltazione applicata alla gravidanza con una appendice intorno al nuovo forcipe a doppio perno - Napoli.
- 1846 Pubblica "Ricordi di Ostetricia".
- 1847 Partecipa al congresso scientifico di Napoli (Articolo sul Filiatre Sebezio).
- 1847 In questo periodo abita in vico Giardinetto a Toledo n. 13 primo piano nobile - Napoli.
- 1849 Pubblica un articolo su Filiatre Sebezio (avvertenze intorno all'applicazione del Forcipe).
- 1853 Pubblica "Forceps a Double Pivot" Paris.
- 1855 Intervento con cefalotribo per cefalotripsia (articolo sul Severino).
- 1856 Pubblica "Lettere intorno al parto prematuro artificiale".
- 1858 Intervento con somministrazione di segale ed amnioressi (articolo sul Severino).
- 1860 Viene premiato all'accademia Medico Chirurgica di Napoli per l'invenzione del cefalotribo Tarsitani.
- 1862 Intervento per applicazione di Forcipe in Anestesia (Articolo sull'imparziale)
- 1863 Intervento per Embriotomia (articolo sull'Imparziale).
- 1867 Pubblica "Applicazione del Forcipe a Doppio Perno" - Napoli.
- 1867 Pubblica "Elementi di Ostetricia".
- 1871 Intervento per parto cesareo.
- 1873 Muore Domenico Tarsitani.